# Historia de la aleatoriedad

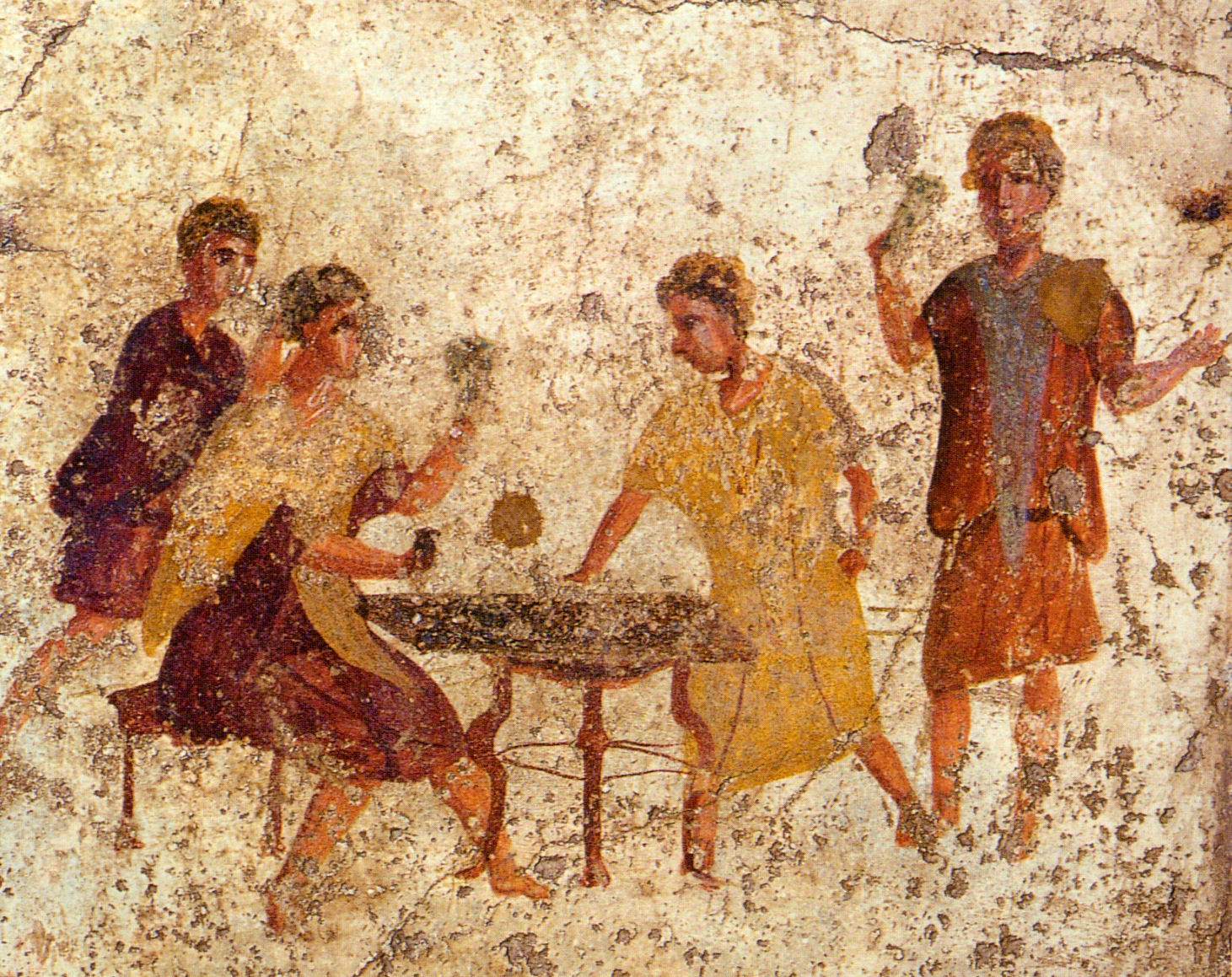
Fresco antiguo de unos jugadores de dados

En la historia antigua, los conceptos de oportunidad y azar estaban entrelazados con el del destino. Muchos pueblos antiguos tiraban dados para determinar el destino, y estos se volvieron más tarde los juegos de azar.
Al mismo tiempo, muchas culturas antiguas usaban varios métodos de adivinación para tratar de eludir el azar y la suerte.
Los chinos fueron probablemente los primeros en formalizar las probabilidades y la suerte hace 3,000 años. Los filósofos griegos discutieron la aleatoriedad en la longitud, pero solo en formas no cuantitativas. Fue hasta el siglo XVI cuando los matemáticos italianos comenzaron a formalizar las probabilidades asociadas a los juegos de azar. La invención del cálculo tuvo un impacto positivo en el estudio formal de la aleatoriedad. En el siglo XIX el concepto de entropía fue introducido a la física.
La primera parte del siglo XX vio un crecimiento muy rápido en el análisis formal del azar y las bases matemáticas de la probabilidad se introdujeron, dándose su axiomatización en 1933. Mientras tanto, el advenimiento de la mecánica cuántica cambiando la perspectiva científica sobre la determinación. A mediados y finales del siglo XX, las ideas de la teoría algorítmica de la información introdujo nuevas dimensiones al campo con el concepto de la aleatoriedad algorítmica
Aunque el azar fue frecuentemente visto como un obstáculo y una molestia durante muchos siglos, en el siglo XX los científicos computacionales comenzaron a darse cuenta de que la introducción deliberada del azar en los cálculos puede ser efectivo para diseñar mejores algoritmos. En algunos casos, como con los algoritmos aleatorios, estos son capaces de superar a los mejores métodos deterministas.

## Antigüedad a Edad Media

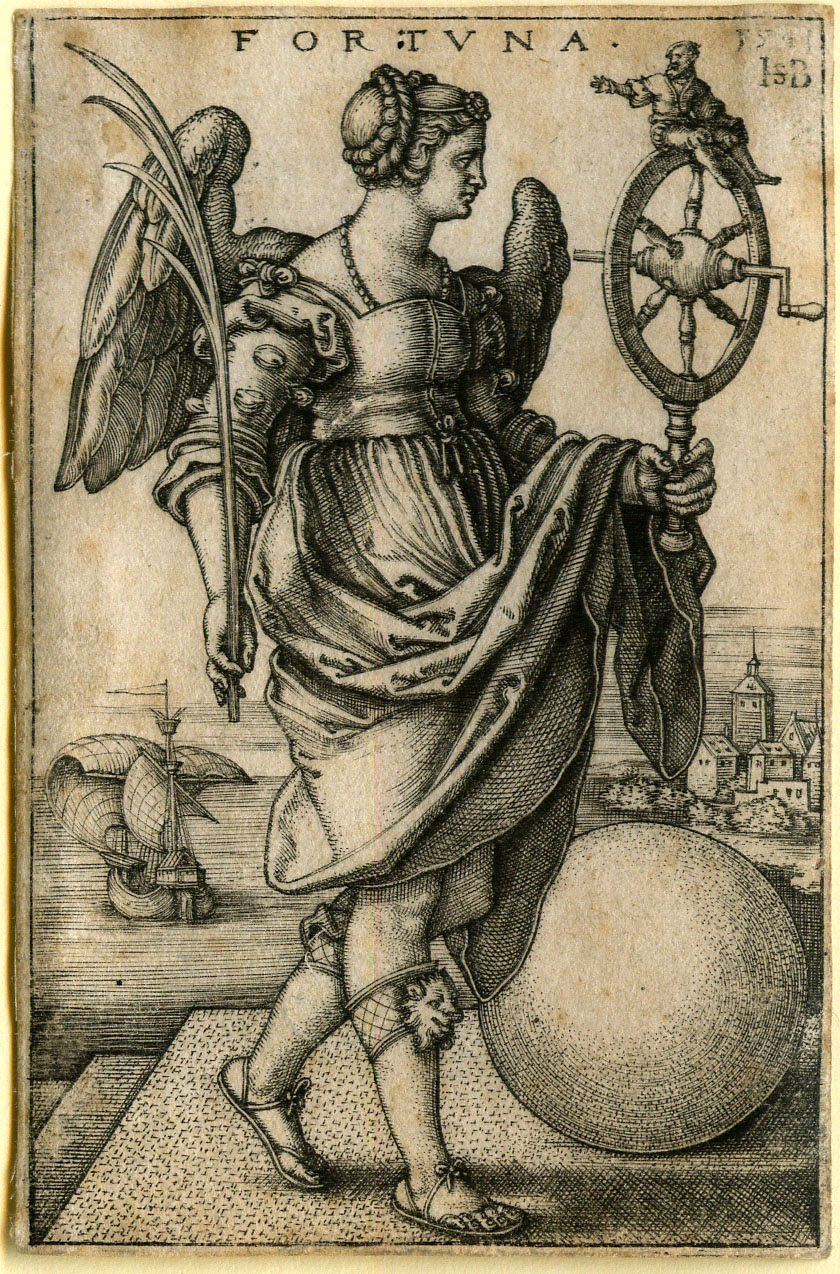
Representación de la diosa romana Fortuna que determinaba el destino, por Hans Beham, 1541

Los pueblos precristianos alrededor del Mediterráneo tiraban dados para determinar el destino; que más tarde serían los juegos de azar. 
También existe evidencia de juegos de azar que eran jugados por los antiguos Egipcios, Hindúes y Chinos, que se remonta al 2100 a. C. 
Los chinos usaban los dados antes que los europeos, además de poseer una larga historia con los juegos de azar.
Cerca de 3000 años antes, los problemas concernientes al lanzamiento de varias monedas fueron considerados en el I Ching, uno de los textos matemáticos chinos más antiguos, cuya existencia es probable que provenga desde el 1150 a. C.. Los dos elementos principales yin y yang eran combinados en el I Ching en varias formas de producir cabezas y colas; permutaciones del tipo HH, TH, HT, etc. además de que parece ser que los chinos tuvieron conocimiento del Triángulo de Pascal mucho antes de que los europeos lo formalizaran en el siglo XVII. Sin embargo, la filosofía occidental se centró en los aspectos no matemáticos del azar y la aleatoriedad hasta el siglo XVI.

## SigloXX

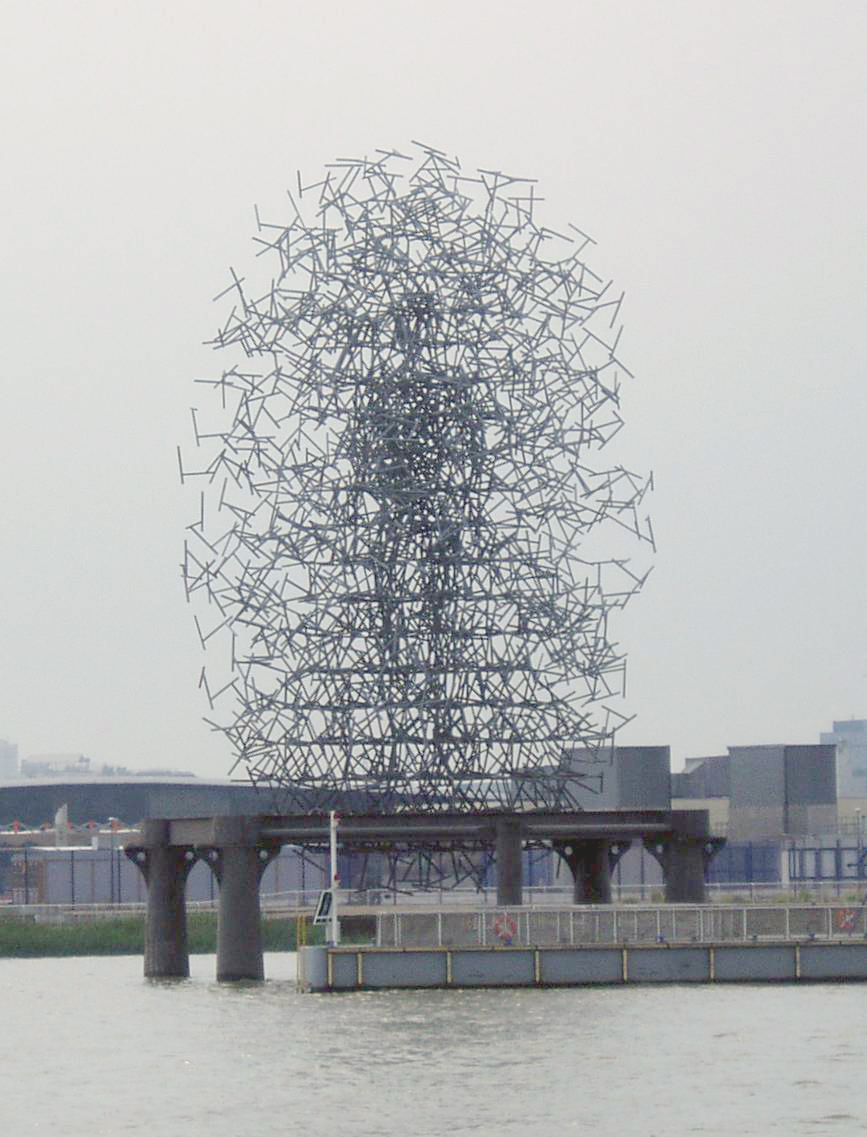
Nube cuántica, una escultura de Antony Gormley situada en Londres, fue diseñada con ayuda de un algoritmo informático que creaba paseos aleatorios.

Durante el siglo XX, las cinco interpretaciones de la probabilidad (es decir, la clásica, la lógica, la frecuencial, la probabilidad como propensión y la subjetiva) fueron bien investigadas, discutidas, comparadas, contrastadas y, por tanto, mejor comprendidas que en siglos anteriores.
Émile Borel fue uno de los primeros matemáticos que abordó formalmente la aleatoriedad en 1909, e introdujo los números normales. En 1919, Richard von Mises dio la primera definición de aleatoriedad algorítmica a través de la imposibilidad de la teoría del juego. Este investigador anticipó la interpretación frecuencia de la aleatoriedad en términos de lo que llamó el colectivo, es decir, una secuencia aleatoria. Von Mises concibió la aleatoriedad de un colectivo como una ley empírica, caracterizada por la experiencia, relacionando el "desorden" o aleatoriedad de un colectivo con la falibilidad de sistemas de apuestas garantizadas sobre dicho colectivo. Este enfoque le llevó a sugerir una definición de aleatoriedad que más tarde fue refinada y formalizada rigurosamente por Alonzo Church mediante la noción de función computable en la década de 1940. Von Mises relacionó el principio de imposibilidad de la teoría del juego con el principio de conservación de la energía, una ley que no puede ser demostrada, pero que se ha corroborado en numerosos experimentos.